# Ірано-марокканські відносини
Ірано-марокканські відносини затьмарені частими розбіжностями. Декілька разів дипломатичні відносини між Іраном та Марокко були повністю розірвані. 
У 1981 Іран розірвав усі дипломатичні відносини з Рабатом. Це було зроблено у відповідь на рішення короля Хасана II надати притулок побіжному шаху Мохаммаду Резі Пехлеві. Потрібно було майже десятиліття, перш ніж потеплілі відносини призвели до відновлення зв'язків. Майже через десять років перша делегація з Марокко на чолі з прем'єр-міністром Абдеррахманом Юсуфі відвідала Ісламську Республіку Іран.
Останнім часом значно зросли економічні зв'язки.
6 березня 2009 король Марокко Мухаммед VI розірвав дипломатичні відносини з Іраном, посилаючись на низку причин. Міністерство закордонних справ Марокко у прес-релізі заявило, що Марокко перервало свої дипломатичні відносини з Іраном після критичних висловлювань Тегерана щодо Бахрейну. Він також зазначив, що поширення Іраном шиїтської гілки ісламу в суннітському Марокко є втручанням у внутрішні справи.
У лютому 2014 обидві країни заявили про відновлення дипломатичних зв'язків , проте 1 травня 2018 Марокко знову їх перервало. За словами міністра закордонних справ Марокко, таке рішення прийнято тому, що Іран надає фінансову та логістичну підтримку сепаратистському руху Полісаріо через свого ліванського посередника Хезболла.